# 山梨県道208号下神内川石和温泉停車場線
山梨県道208号下神内川石和温泉停車場線（やまなしけんどう208ごう しもかのがわいさわおんせんていしゃじょうせん）は、山梨県山梨市と笛吹市を結ぶ一般県道である。

## 概要

### 路線データ
- 起点：山梨県山梨市下石森（下石森交差点＝山梨県道202号山梨市停車場線交点）
- 終点：山梨県笛吹市石和町松本（石和温泉駅前＝山梨県道302号石和温泉停車場線・山梨県道307号石和温泉停車場松本線起点）

## 重複区間
- 春日居小前交差点・小松十字路交差点間：山梨県道312号一宮山梨線

## 通過する自治体
- 山梨県
  - 山梨市 - 笛吹市

## 交差・接続する道路
- 山梨県道202号山梨市停車場線（下石森交差点）
- 山梨県道312号一宮山梨線（春日居小前交差点から小松十字路交差点）※重複区間

## 周辺
- 笛吹市立春日居小学校
- 笛吹市役所 春日居分庁舎
- 石和駅前郵便局
- 石和温泉駅